# Oskar Heland
Oskar Heland (* 4. Dezember 1914 in Ebersdorf bei Coburg; † 10. Oktober 2000 in Rehau) war ein deutscher Kreisheimatpfleger, Heimatforscher und Autor.

## Lebensdaten
Oskar Heland war das jüngste Kind der Bauersleute Max und Alma Heland in Ebersdorf. Er besuchte die Volksschule in Neustadt, später das Lehrerbildungsseminar in Coburg. Seit Kriegsausbruch 1939 war er als Soldat an verschiedenen Fronten eingesetzt. Im Jahr 1940 heiratete er Johanna, geborene Edelmann, aus der Ehe gingen zwei Töchter hervor. Von 1944 bis 1948 geriet er in Kriegsgefangenschaft. Ende des Jahres 1948 setzte er seine Arbeit als Lehrer in Nentschau fort. Er blieb an der Schule bis zu ihrer Auflösung im Jahr 1969. Er war Gemeinderat in Nentschau von 1952 bis 1956. Außerdem leitete er den Männergesangsverein im Liederkranz Nentschau. Von 1969 bis zu seiner Pensionierung 1979 war er der Konrektor der Schule von Regnitzlosau.
Am 24. Juli 1968 wurde Oskar Heland zum Kreisheimatpfleger für den Landkreis Rehau bestellt. Durch die Landkreisreform war er ab 1974 für den Landkreis Hof im Bereich früherer Landkreis Rehau/Nord tätig. Hans Bucka war sein Stellvertreter. Nach dem Tod von Hans Hofner wurden die Wirkungskreise innerhalb des Landkreises auf drei Gebiete zusammengefasst und Oskar Heland übernahm ab 1983 den früheren Landkreis Hof ohne Berg und weiterhin den nördlichen Teil des Altlandkreises Rehau. Aus Altersgründen beendete er 1993 diese Tätigkeit und Hans Bucka wurde sein Nachfolger.
Mit seinem Kollegen Bucka veröffentlichte er die regionale Standardliteratur für Steinkreuze, Kreuzsteine und andere Kleindenkmale. Er war beteiligt an den Ausgrabungen bei der St.-Aegidien-Kirche 1972 in Regnitzlosau und wie auch Karl Dietel oder Reinhard Höllerich an den Ausgrabungen der hallstattzeitlichen Grabhügel bei Osseck am Wald 1983. Neben den Ausgrabungen an der Kirche wurden bei den Innenrenovierungen u. a. Weihe- oder Apostelkreuze aus vorreformatorischer Zeit entdeckt und Grablegen dokumentiert. Er zählte zu den Mitbegründern des Bauernhofmuseums Kleinlosnitz. Zu seinen Verdiensten zählt sein Bemühen um den Erhalt des Portals von Schloss Hohenberg, des Umgebindehauses und des strohgedeckten Hauses in Nentschau.

## Ehrungen
- Ehrenmedaille des Bezirks Oberfranken 1984
- Denkmalschutzmedaille des Freistaates Bayern 1988
- Bürgermedaille Regnitzlosau 1989
- Medaille für vorbildliche Heimatpflege 1992

## Bibliografie
- Wiedereinweihung Pfarrkirche Regnitzlosau. Pfarramt Regnitzlosau 1973.
- Arbeitsgemeinschaft für Heimatkunde im Schulamtsbezirk Rehau: Zwischen Eger und Regnitz - Sagen und Geschichten aus dem Gebiet Rehau - Selb. Selb/Schönwald 1973.
- Siebenhundertfünfzig Jahre Regnitzlosau. Hof 1984. (zusammen mit Hans Rosenbusch)
- Die Steinkreuze und Kreuzsteine im Landkreis Hof und der Stadt Hof, 1986. (zusammen mit Hans Bucka)
- Ehrenmale, Soldatengräber, Gedenksteine in Rehau und Umgebung, Hof 1987. (zusammen mit Hans Bucka)
- Grenzsteine, Flur- und Kleindenkmale im Landkreis Hof, 1991. (zusammen mit Hans Bucka)